# Дірлік
Дірлік — у Османській імперії — «засіб для життя», «кормління» — загальна назва для всіх видів державного утримання: грошового чи земельного пожалування.
Різновиди дірліка: тімар, зеамет, хас.